# معركة بروخوروفكا
قالب:Campaignbox Axis-Soviet War
قالب:Campaignbox Kursk
معركة بروخوروفكا هي إحدى معارك الحرب العالمية الثانية بين النازيين والسوفيت، وقد وشكلت جزءاً من معركة كورسك وفيها حدث أكبر اشتباك بالدروع والدبابات خلال التاريخ العسكري. حيث اشتبكت أكثر من 850 دبابة سوفيتية ضد حوالي 250 دبابة ألمانية. انتصر الألمان في هذه المعركة انتصار تكتيكي مؤقت لكنهم عانوا من كثرة الخسائر وعدم القدرة على تعويضها (بعكس السوفييت الذين عانوا من خسائر أفدح لكنهم امتلكوا احتياطيات كبيرة) ومثلت معركة كورسك بشكل عام بداية النهاية للقوة العسكرية الكبرى للألمان على الجبهة الشرقية .